# Kong Haralds Dysse
Kong Haralds Dysse liegt in Kongstrup auf der Røsnæs-Halbinsel auf Seeland in Dänemark.
Die Kammer des Polygonaldolmens besteht aus fünf Tragsteinen und einem großen Deckstein. Die Steine des etwa im Süden liegenden Ganges fehlen. In der Kammer des Dolmen liegt ein kleiner Haufen Lesesteine. Die Kammer liegt in einem etwa 0,9 m hohen Erdhügel etwa 10 m von der Straße Røsnæsvej.
Mythische Königsnamen verknüpfen sich auch an anderen Orten Dänemarks mit vorzeitlichen Denkmälern:
- Kong Asger Høj (auf Møn),
- Kong Grøns Høj, Kong Svends Høj (alle auf Lolland),
- Kong Holms Høj, Kong Humbles Grav, Kong Renes Høj (alle auf Langeland)
- Kong Lavses Grav (auf Lyø)
- Kong Knaps Dige (eine Wallanlage), Kong Lavses Grav, Kong Rans Høj (alle auf Jütland),
- Kong Øres Grav, Kong Skjolds Høj, Kong Slags Dysse, Kong Svends Høj (ein Hügelgrab) und Kong Suders Høj (alle auf Seeland).